# دروگنیتس
دروگنیتس (به آلمانی: Drognitz) یک شهر در آلمان است که در تورینگن واقع شده‌است. دروگنیتس ۶۹۷ نفر جمعیت دارد.